# Xanthocephalus xanthocephalus
Xanthocephalus xanthocephalus là một loài chim trong họ Icteridae.